# Iraota accius
Iraota accius är en fjärilsart som beskrevs av Hans Fruhstorfer 1926. Iraota accius ingår i släktet Iraota och familjen juvelvingar. Inga underarter finns listade i Catalogue of Life.